# Priaranza del Bierzo (kommunhuvudort)
Priaranza del Bierzo är en kommunhuvudort i Spanien.   Den ligger i provinsen Provincia de León och regionen Kastilien och Leon, i den nordvästra delen av landet, 300 km nordväst om huvudstaden Madrid. Priaranza del Bierzo ligger 511 meter över havet och antalet invånare är 844.
Terrängen runt Priaranza del Bierzo är varierad. Runt Priaranza del Bierzo är det glesbefolkat, med 8 invånare per kvadratkilometer. Närmaste större samhälle är Ponferrada, 7,3 km nordost om Priaranza del Bierzo. I omgivningarna runt Priaranza del Bierzo växer i huvudsak blandskog.